# The Earth's Lament
Albums de Dan Ar Braz
Allez dire à la ville
(1978) Acoustic
(1981)
The Earth's Lament (« La Complainte de la Terre ») est le troisième album studio de Dan Ar Braz (« Ar Bras »), paru en 1979 par Hexagone, distribué par Disc AZ en France et WEA à l'étranger. Le thème évoque le naufrage de l'Amoco Cadiz survenu en mars 1978. Il rend hommage à son copain irlandais Rory Gallagher (To Rory) ou aux Beatles (Rain, de Lennon/McCartney).

## Conception
Le titre de son album et son thème sont significatifs car l'artiste s'est investi cette année-là dans la réalisation, avec d'autres artistes bretons, d'un disque sur la marée noire de l'Amoco Cadiz. Le produit de la vente fut intégralement reversé à la Société pour l'étude et la protection de la nature en Bretagne (SEPNB).
Ce « nouveau voyage intérieur » est, selon Jacques Vassal, une « sorte de poème symphonique/électrique, chant d'amour à une planète menacée et désir de fraternité avec ses habitants, The Earth's Lament, fidèle en cela au style des précédentes productions de Dan Ar Bras, navigue entre les instants de fureur rock'n'rollienne et ceux de l'apaisement contemplatif, voire méditatif. »

## Caractéristiques artistiques
La face 1 s'ouvre sur une chanson de Lennon/McCartney (Rain) qu'il interprète en anglais « d'une voix presque rugissante » selon Jacques Vassal. To Rory est une sorte de rock celtisant dédié à son ami irlandais Rory Gallagher. Rack to life (« Retour à la vie »), seconde et dernière intervention vocale du guitariste, « aussi échevelée que la première ». The piper's glade met en avant la cornemuse de Padrig Molard et les subtilités d'un nouveau dialogue avec la guitare et la basse (Francis Moze, ex-Magma). En face 2, un morceau plus acoustique (guitare sèche, uilleann pipes) prépare à un nouvel assaut, Birds and boats (« Oiseaux et bateaux ») avant que le morceau-titre n'apporte, en conclusion, « l'apaisement et la consolation de toutes nos marées noires, celles de la planète agressée et celles des esprits malades ».

## Fiche technique

### Liste des titres
| No | Titre              | Durée |
| -- | ------------------ | ----- |
| 1. | Rain               | 5:41  |
| 2. | To Rory            | 3:50  |
| 3. | Back to Life       | 3:50  |
| 4. | The Piper's Glade  | 6:15  |
| 5. | Menez du           | 3:53  |
| 6. | Wild Hopes         | 3:25  |
| 7. | Birds and Boats    | 5:10  |
| 8. | The Earth's Lament | 5:30  |

### Crédits
- Textes et musiques : Dan Ar Bras (sauf Rain, Lennon - McCartney)
- Production : Gabriel Ibos
- Arrangements : Dan Ar Bras
- Enregistrement : Bruno Menny au Studio Frémontel
- Direction artistique, photographies et design : Studio de L’Air
- Photo intérieur : Pascal Mathon, direction artistique : Jacques Benoît

#### Musiciens
- Dan Ar Bras : chant, guitares
- Patrig Molard : cornemuse, uilleann pipes, bombardes
- Benoît Widemann : synthétiseur, piano
- Francis Moze : basse
- Michel Santangeli : batterie
- Patrick Audoin : guitares, piano électrique